# The Matrix Awakens
The Matrix Awakens est un jeu vidéo free-to-play en monde ouvert développé par Epic Games, en partenariat avec Warner Bros., The Coalition, WetaFX, Evil Eye Pictures et SideFX, servant de démo technique à l'Unreal Engine 5.
Annoncé lors de la cérémonie The Game Awards, le 9 décembre 2021, il sort quelques semaines avant la sortie du film Matrix Resurrections. Parmi les personnages de l'univers Matrix, on retrouve Neo (Keanu Reeves) et Trinity (Carrie-Anne Moss).
Conçu comme démonstrateur des technologies de l'UE5, il présente les possibilités offertes par ses nouveaux systèmes comme Nanite et Lumen, ainsi que les caractères réalistes qui peuvent être générés avec l'outil MakeHuman. La démo joue sur ces points en alternant des scènes réelles de Keanu Reeves et des scènes à l'intérieur du jeu.

## Contributeurs
La démo a été écrite et dirigée par la réalisatrice de Matrix Resurrections, Lana Wachowski. De nombreux membres de l'équipe qui a travaillé sur les trois premiers films Matrix ont participé au projet, notamment John Gaeta, James McTeigue, Kym Barrett et Kim Libreri, le directeur technique d'Epic Games. Keanu Reeves et Carrie-Anne Moss reprennent en capture de mouvement leurs rôles de Neo et Trinity, et jouent également leur propre rôle au début de la démo.

## Accueil
Eurogamer a commenté que le jeu avait un rendu "4K convenable" sur PS5 et Xbox Series X en utilisant la technologie TSR de super résolution temporelle pour un rendu sub-natif. ArsTechnica a fait l'éloge des effets de particules, du traçage de rayons et de l'éclairage de la démo, ainsi que de l'étendue de sa distance de dessin.
VentureBeat a estimé que cette démonstration technologique était "un bon signe qu'Epic Games souhaite sérieusement construire son propre métavers". GameSpot a déclaré que The Matrix Awakens était "une démo technologique impressionnante qui contribue à brouiller davantage les frontières entre les jeux et les films, et peut-être même la réalité", comme le suggère le récit de la démo.